# Скорсоне, Катерина
Катерина Скорсоне (англ. Caterina Scorsone, род. 16 октября 1981, Торонто, Онтарио, Канада) — канадская актриса, наиболее известная по ролям Амелии Шеперд, сестры Дерека Шеперда, в сериалах «Частная практика» и «Анатомия страсти», а также Алисы Хэмилтон в мини-сериале «Алиса в Стране чудес».

## Ранние годы
Скорсоне родилась в Торонто, в канадской провинции Онтарио. Кроме неё в семье были две старших сестры-близнеца и младшие сестра и брат. Одна из старших сестёр — актриса Франческа Скорсоне (род. 1977).
Она училась в католической Академии искусств кардинала Катера в Торонто, играла в мюзикле «Оклахома!» и других постановках.

## Карьера
Скорсоне впервые появилась на телевизионном экране в канадском детском телешоу Mr. Dressup в возрасте 8 лет. Первую известность она получила после съёмок в сериале «Миссия ясновидения», в котором она играла Джесс Мастриани, молодую женщину, видевшую в своих галлюцинациях пропавших людей, которая после спасения нескольких пропавших была принята на работу в ФБР в специальный отряд по розыску людей.
В 2009 году Скорсоне сыграла главную роль Алисы Хэмилтон в телевизионном мини-сериале «Алиса в Стране чудес» американского кабельного телеканала Syfy Universal.
В 2010 году она начала играть в сериале «Частная практика» в роли Амелии, сестры Дерека Шеперда из сериала «Анатомия страсти». В сериал её пригласил Эрик Штольц, который режиссировал один из эпизодов сериала, а ранее играл вместе со Скорсоне в фильме «Мой самый невероятный год». Он представил её продюсеру сериала Шонде Раймс, отметив её внешнее сходство с Патриком Демпси, исполнителем роли Дерека Шеперда.
В июле 2010 года Катерина вошла в постоянный состав актёров сериала «Частная практика». Она появилась также в третьем эпизоде седьмого сезона «Анатомии страсти», а с 12 сезона стала играть в нём постоянную роль.

## Личная жизнь
С 27 июня 2009 года Скорсоне замужем за музыкантом Робом Гайлзом. У супругов есть три дочери: Элайза Гайлз (род. 6 июля 2012), Палома «Пиппа» Микейла Гайлз (род. 8 ноября 2016) и Арвен Люсинда «Лаки» Гайлз (род. в декабре 2019). Их средняя дочь, Палома, родилась с синдромом Дауна. 8 мая 2020 года пара объявила о расставании.

## Фильмография
| Год          |    | Русское название                           | Оригинальное название                      | Роль                            |
| ------------ | -- | ------------------------------------------ | ------------------------------------------ | ------------------------------- |
| 1995         | тф | Когда позвонит человек тьмы                | When the Dark Man Calls                    | Энджи                           |
| 1995         | тф | —                                          | Shock Treatment                            | Робин Белмор                    |
| 1996         | с  | Пси Фактор: Хроники паранормальных явлений | Psi Factor: Chronicles of the Paranormal   | Меган Лестер                    |
| 1996         | с  | Мгновения грядущего                        | Flash Forward                              | Дарби                           |
| 1996         | с  | Готовы или нет                             | Ready or Not                               | Коллин                          |
| 1996—1998    | с  | Мурашки                                    | Goosebumps                                 | Сара Креймер / Джессика Уолтерс |
| 1998         | с  | Рождённый вором                            | Once a Thief                               | Элис «Аллегра» Менсфилд         |
| 1998         | ф  | Заговор проказниц                          | Strike!                                    | Сьюзи                           |
| 1998         | тф | Спасатели: Истории мужества: Две пары      | Rescuers: Stories of Courage: Two Families | Айрина Сзисмадия                |
| 1998—2000    | с  | —                                          | Power Play                                 | Мишель Паркер                   |
| 1999         | ф  | —                                          | Teen Knight                                | Элисон                          |
| 1999         | тф | Дьявольская арифметика                     | The Devil’s Arithmetic                     | Джессика                        |
| 1999         | ф  | Третье чудо                                | The Third Miracle                          | Мария Витковски                 |
| 2000         | тф | Порнушка                                   | Rated X                                    | Либерти                         |
| 2000         | тф | Запретная любовь                           | Common Ground                              | Пегги                           |
| 2001         | ф  | Нормальная граница                         | Borderline Normal                          | Бет                             |
| 2001         | тф | Мой самый невероятный год                  | My Horrible Year!                          | Бэбифейс Хэмилтон               |
| 2002         | с  | —                                          | The Associates                             | Анна Клей                       |
| 2003—2006    | с  | Миссия ясновидения                         | 1-800-Missing                              | Джесс Мастриани                 |
| 2008         | с  | Граница                                    | The Border                                 | Соррайя                         |
| 2008         | с  | Охранник                                   | The Guard                                  | Бет                             |
| 2008         | тф | Нью-Йорк — Лондон                          | Ny-Lon                                     | н/д                             |
| 2008—2009    | с  | Столкновение                               | Crash                                      | Калли Уилкинсон                 |
| 2009         | с  | Касл                                       | Castle                                     | Джоанн Дельгадо                 |
| 2009         | с  | Алиса в Стране чудес                       | Alice                                      | Алиса Хэмилтон                  |
| 2010         | ф  | Возмездие                                  | Edge of Darkness                           | Мелисса                         |
| 2010—2013    | с  | Частная практика                           | Private Practice                           | доктор Амелия Шеперд            |
| 2010 — н. в. | с  | Анатомия страсти                           | Grey’s Anatomy                             | доктор Амелия Шеперд            |
| 2014         | ф  | Человек ноября                             | The November Man                           | Селия                           |
| 2020         | с  | Пожарная часть 19                          | Station 19                                 | доктор Амелия Шеперд            |